# Ер Сърбия
Ер Сърбия (на сръбски: Er Srbija) е националния превозвач на Сърбия, със седалище в Белград. Преди разпадането на Югославия авиокомпанията се нарича Югославски въздушен транспорт (Jугословенски Аеротранспорт, JAT) и има международното име Югославски авиолинии (Yugoslav Airlines). На 26 октомври 2013 г. Jat Airways е преименуван на Ер Сърбия.

## История
Авиокомпанията е основана през 1927 г. под името Aeroput, а през 1947 г. е преименувана на Jugoslovenski Aerotransport. През 80-те години тя е една от най-големите авиокомпании в Европа. Ситуацията се влошава драстично, когато ООН налага санкции в началото на 90-те години, което кара компанията да спре международните полети. По време на бомбардировките на НАТО над Югославия 9 от самолетите на компанията са евакуирани в Румъния. Днес авиокомпанията отново изпълнява полети до европейски градове и поддържа партньорства с няколко авиокомпании, включително Луфтханза.
През 2006 г. сръбските медии съобщават за планираното сътрудничество на компанията с Ер Индия, като целта е основаването на нова компания. Съобщено е също, че Ер Индия планира да използва летище Никола Тесла в Белград като транспортен център за полети до Северна Америка.
На 1 август 2013 г. JAT Airways и Etihad Airways подписват споразумение за стратегическо партньорство. Съгласно това споразумение 49% от JAT Airways трябва бъдат прехвърлени на Etihad, докато сръбското правителство запазва 51% от JAT Airways. Съгласно същото споразумение от октомври 2013 г. JAT трябва да започне да работи под името „Ер Сърбия“. На 26 октомври 2013 г. името JAT окончателно престава да съществува и авиокомпанията започва да работи под новото име.

## Флот
Към ноември 2020 г. флотът на Air Serbia се състои от следните самолети:
| Самолет      | Брой | Пътници | Пътници | Пътници |
| Самолет      | Брой | Б       | И       | Общо    |
| ------------ | ---- | ------- | ------- | ------- |
| Еърбъс A319  | 11   | 8       | 136     | 144     |
| Еърбъс A320  | 1    | 8       | 166     | 174     |
| Еърбъс A330  | 1    | 21      | 236     | 257     |
| ATR 72 – 200 | 3    | –       | 66      | 66      |
| ATR 72 – 500 | 2    | –       | 70      | 70      |

## Направления
Авиокомпанията изпълнява полети от Белград до Франкфурт, Москва, Мюнхен, Берлин, Лондон, Париж, Виена, Цюрих и други европейски градове. Максималното разстояние на изпълняваните полети към януари 2010 г. е 4074 km (Абу Даби) и минималното – 278 km (Сараево).